# Luigi Ambrosio
Luigi Ambrosio (sinh 1963) là nhà toán học người Ý, chuyên nghiên cứu về phép tính vi phân và lý thuyết hình học về độ đo (geometric measure theory).

## Cuộc đời và Sự nghiệp
Luigi Ambrosio sinh tại Alba, Piedmont, Ý. Ông vào học "Scuola Normale Superiore di Pisa" (trường Cao đẳng sư phạm Pisa) năm 1981, và tốt nghiệp trường này cùng Đại học Pisa năm 1985 dưới sự hướng dẫn của Ennio de Giorgi. Ông đậu bằng tiến sĩ năm 1988.
Sau đó ông làm giáo sư ở Đại học Rome "Tor Vergata", Đại học Pisa rồi Đại học Pavia. Hiện nay ông là giáo sư ở Scuola Normale Superiore di Pisa. Ông cũng giảng dạy và hướng dẫn nghiên cứu ở Học viện Công nghệ Massachusetts (Hoa Kỳ), trường ETH Zürich và "Max-Planck-Institut fur Mathematik in den Naturwissenschaften" (Viện Max Planck nghiên cứu Toán học thuộc Khoa học tự nhiên) tại Leipzig.
Ông là chủ biên báo khoa học Phép tính vi phân và Phương trình vi phân riêng phần và là thành viên ban biên tập các báo khoa học khác.
Cuốn sách của ông viết chung với Fusco và Pallara đã được trích dẫn trên 1200 lần (theo thống kê trên Google Scholar) 

## Giải thưởng và vinh danh
- Giải Bartolozzi (1991)
- Giải Caccioppoli (1999)
- Phát ngôn viên trong phiên họp toàn thể của Hội nghị các nhà toán học quốc tế ở Bắc Kinh (2002)
- Viện sĩ thông tấn của Accademia Nazionale dei Lincei (từ 2005).

## Tác phẩm chọn lọc
- Ambrosio, L. (1989). A compactness theorem for a new class of functions of bounded variation. Boll. Un. Mat. Ital. B (7) 3, no. 4, 857–881.
- De Giorgi, Ennio; Ambrosio, Luigi (1989). New functionals in the calculus of variations. (Italian) Atti Accad. Naz. Lincei Rend. Cl. Sci. Fis. Mat. Natur. (8) 82 (1988), no. 2, 199–210.
- Ambrosio, L. (1990). Existence theory for a new class of variational problems. Arch. Rational Mech. Anal. 111, no. 4, 291–322.
- Ambrosio, Luigi; Fusco, Nicola; Pallara, Diego (2000). Functions of bounded variation and free discontinuity problems. Oxford Mathematical Monographs. The Clarendon Press, Oxford University Press, New York.
- Ambrosio, Luigi; Gigli, Nicola; Savaré, Giuseppe (2005). Gradient flows in metric spaces and in the space of probability measures. Lectures in Mathematics ETH Zurich. Birkhהuser Verlag, Basel.